# 瓜達盧普 (桑坦德省)

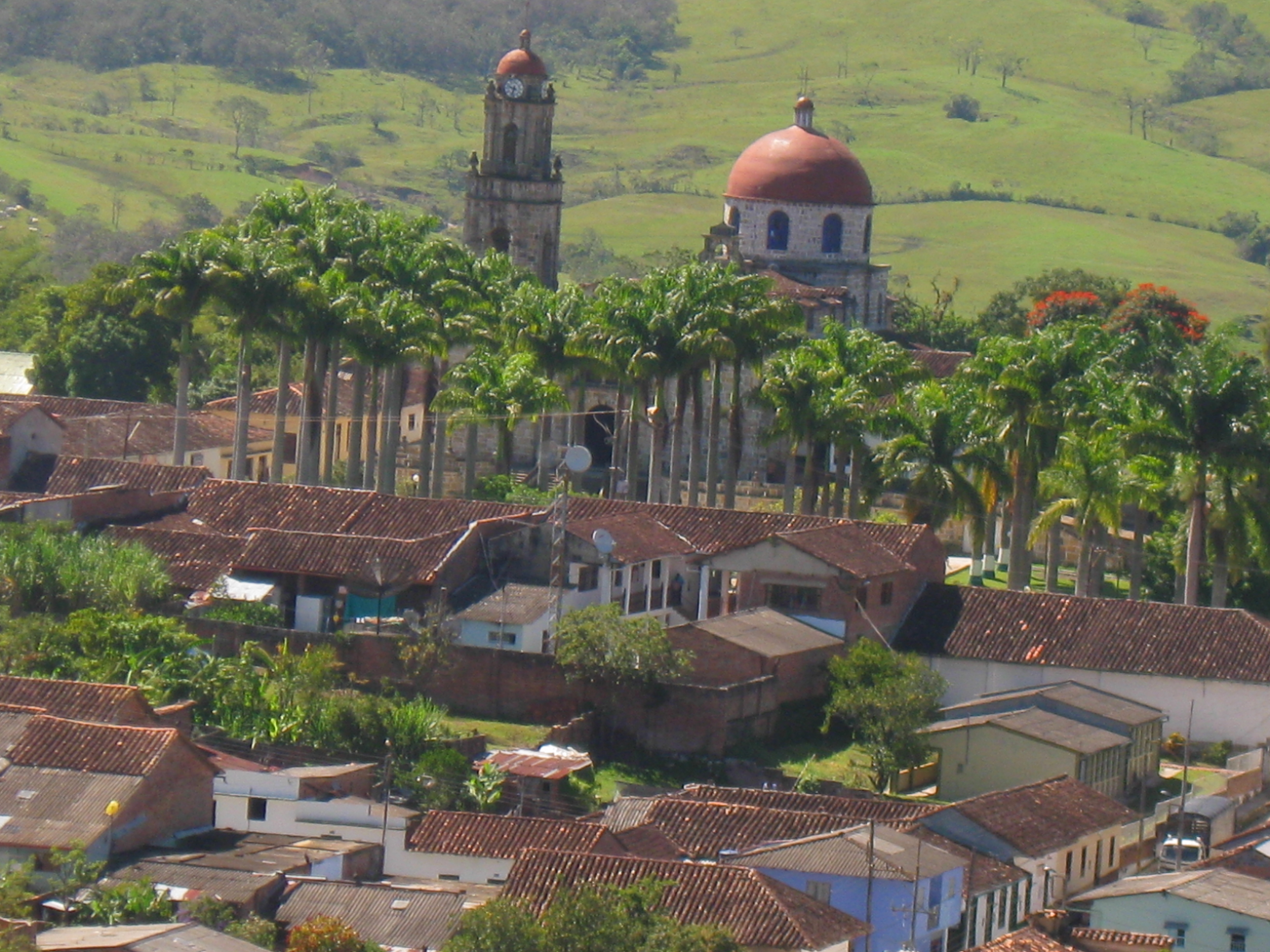

瓜達盧普（西班牙語：Guadalupe），是哥倫比亞的城鎮，位於該國東北部桑坦德省，距離布卡拉曼加160公里，始建於1715年3月30日，面積155平方公里，海拔高度1,395米，2005年人口5,596，人口密度每平方公里4.01人。
6°14′49″N 73°25′05″W / 6.247°N 73.418°W